# Tespezjus
Tespezjus (Thespesius) – rodzaj hadrozaura żyjącego w późnej kredzie na terenie współczesnej Dakoty Południowej. Jest to jeden z najwcześniej opisanych rodzajów hadrozaurów – został nazwany w 1856 roku przez amerykańskiego paleontologa Josepha Leidy'ego. Opisanych zostało kilka gatunków należących do tego rodzaju, jednak większość z nich została przeniesiona do innych rodzajów, w szczególności Edmontosaurus. Jedynym gatunkiem wciąż klasyfikowanym w rodzaju Thespesius jest T. occidentalis, gatunek typowy. Znany wyłącznie ze skamieniałości kręgów ogonowych i paliczków, jest obecnie uznawany – podobnie jak cały rodzaj – za nomen dubium.